# IKB International
Die IKB International S.A. in Liquidation ist eine Tochtergesellschaft der IKB Deutsche Industriebank AG.

## Geschichte
Das 1979 nach Luxemburger Recht gegründete Unternehmen hat die Durchführung aller Bank- und Finanzgeschäfte zum Zweck. Kerngeschäft war die Kreditgewährung an mittelständische deutsche Unternehmen. Als internes Kompetenzzentrum für Fremdwährungsfinanzierungen, strukturierte Finanzierungen und Financial Risk Management wurde das Geschäftsfeld Financial Risk Management für mittelständische Unternehmen ab 2000 systematisch weiter ausgebaut.
Zu diesem Zweck gründete die IKB International S.A. mit Unicredit Banca Mobiliare 2003 das Joint-Venture IKB CorporateLab in Luxemburg, um Derivate zu entwickeln und an mittelständische Unternehmen zu vertreiben. Aufgrund des Verkaufs der HypoVereinsbank an die Unicredit Gruppe im Jahr 2005 entfiel allerdings die geschäftliche Grundlage für das Joint-Venture IKB CorporateLab, weshalb das Joint-Venture 2005 eingestellt wurde.
Mit der erfolgreichen Umsetzung eines Konzern-Strukturprojektes, das es ermöglichte, Fremdwährungskredite auch in Deutschland zu administrieren, entschied der Verwaltungsrat der IKB International S.A. im Jahr 2005, das Kreditgeschäft in Luxemburg komplett einzustellen, um sich auf das Geschäftsfeld Financial Risk Management zu konzentrieren, dass zukünftig von den deutschen Niederlassungen aus betrieben werden sollte. Zudem wurde verstärkt in AAA-ABS-Portfolios investiert, um das Zinsergebnis zu stabilisieren. Durch Abschreibungen auf die verbrieften Portfolios im Zuge der Finanzkrise geriet das Unternehmen ab 2007 massiv in die Verlustzone und konnte nur durch Eigenkapitalmaßnahmen der Muttergesellschaft IKB Deutsche Industriebank AG aufrechterhalten werden.
Durch die EU-Auflagen wird das vorhandene Bestandsgeschäft bis 2012 abgebaut und der Standort Luxemburg sodann aufgegeben.
Die IKB International S.A. hat ihren Geschäftsbetrieb aufgrund von EU-Auflagen für die IKB Deutsche Industriebank (Konzern) zum 31. März 2011 eingestellt und wird seit dem 1. April 2011 als Abwicklungsgesellschaft fortgeführt. Die IKB International S.A. hat infolge ihre Banklizenz nach dem Luxemburger Finanzsektorgesetz vom 5. April 1993 wie abgeändert am 31. März 2011 zurückgegeben.